# 2013年ブルガリア国民議会選挙
2013年ブルガリア国民議会選挙は、ブルガリア共和国の立法府であるブルガリア国民議会（一院制）を構成する議員を全面改選するために行われた選挙。2013年5月12日に投開票が行われた。

## 概要
定数240議席を45の政党や政党連合が争った。本来は国民議会議員の任期が満了する7月に選挙が行われる予定であったが、ボリソフ内閣の財政緊縮政策による電気料金・暖房料金の高騰や失業率が8年ぶりの高水準に達した ことに不満を抱いた市民らによる大規模な抗議デモをきっかけに、2月20日にボリソフ内閣が総辞職を表明。3月12日にプレヴネリエフ大統領がマリン・ライコフ駐フランスブルガリア大使を首相とする暫定政府人事の発表と、国民議会選挙を前倒しで行うことを表明し、3月13日の大統領令に基づいて3月15日に国民議会を解散したことにより、5月12日に国民議会選挙が行われる運びとなった。

## 基礎データ
- 選挙事由：国民議会の解散
- 選挙形態：議会選挙
- 改選議席数：240議席
  - 比例代表区：209議席
  - 小選挙区：31議席
- 選挙制度：小選挙区比例代表並立制
  - 比例代表区：4%の阻止条項をクリアした政党に得票率に応じて議席配分
  - 小選挙区：最多得票を得た候補が当選
- 公式選挙運動期間：2013年4月12日～5月10日
- 投票日：2013年5月12日

## 主要な政党・政党連合
政党登録が締め切られた3月27日時点で71政党が登録を行ったが、最終的に38の政党と7つの政党連合が選挙に参加した。以下に主な政党や連合について取り上げる。
- ヨーロッパ発展のためのブルガリア市民（ブルガリア語：Граждани за европейско развитие на България）、略称：ГЕРБ

2006年に結成された中道右派政党
- ブルガリアのための連合（Коалиция за България）、略称：КБ

中道左派政党であるブルガリア社会党（BSP）を中核とする政党連合
- 権利と自由のための運動（Движение за права и свободи）、略称：ДПС（MRF）

ブルガリアにおける少数民族であるトルコ系住民が主体の中道政党
- アタッカ（Партия Атака）、略称：Атака

ブルガリア民族主義を主張する極右民族主義政党
- 民主勢力同盟（Съюз на демократичните сили）

中道政党

## 出口調査
「ヨーロッパ発展のためのブルガリア市民」（GERB）が約100議席を獲得し第1党となるが、過半数には届かず連立政権になる見通し、と報じられた。

## 選挙結果
選挙の結果、GERBと「ブルガリアのための連合」、MRF、アタカの四政党が議席阻止線である得票率4%以上の得票を獲得して議席を獲得した。選挙前の与党であったGERBは97議席と議席を減らしたものの第一党を維持、社会党を中核とする「ブルガリアのための連合」は84議席で前回減らした議席を大幅に回復、トルコ系住民主体のMRFが36議席で第3党、GERBと閣外協力を組んでいたアタカは23議席で第4党となった。この結果、与党系（GERB・アタッカ）と野党系（ブルガリアのための連合・MRF）が共に120議席で与野拮抗状態となった。なお投票率は51%で民主化以降の選挙では過去最低の結果となった。
投票率：51.33％
出典：Избирателна активност по данни от първичното въвеждане на протоколите на СИК в РИК（2013年5月31日閲覧）
| 党派および政党連合                           | 得票数    | 得票率 | 当選 者数 |
| -------------------------------------------- | --------- | ------ | --------- |
| ヨーロッパ発展のためのブルガリア市民（GERB） | 1,081,605 | 30.54% | 97        |
| ブルガリアのための連合（社会党、BSP）        | 942,541   | 26.61% | 84        |
| 権利と自由のための運動（MRF）                | 400,466   | 11.31% | 36        |
| アタッカ                                     | 258,481   | 7.30%  | 23        |
| ブルガリア救国戦線                           | 131,169   | 3.70%  | 0         |
| 市民のブルガリア                             | 115,190   | 3.25%  | 0         |
| DSB-BDF連合                                  | 103638    | 2.93%  | 0         |
| VMRO                                         | 66,803    | 1.89%  | 0         |
| Leader                                       | 61,482    | 1.74%  | 0         |
| 法・秩序及び正義                             | 59,145    | 1.67%  | 0         |
| 「中道－自由及び尊厳」連合（OLJ）            | 57,611    | 1.63%  | 0         |

出典：。得票率上位10党のみを掲載。
選挙の結果を受け、5月23日、プレヴネリフ大統領は憲法の規定に基づき議会第一党となったGERBに組閣権限を委任したが、GERB側はアタカとの閣外協力を解消したこともあり組閣できず、大統領側に組閣権限を返上した。これを受け、プレヴネリフ大統領は議会第二党である社会党が推すプラメン・オレシャルスキ首相候補に組閣権限を委任、29日の国民議会にて行われた首相候補と閣僚に対する議決の結果、オレシャルスキ首相を首班とした社会党・MRFの新連立政権が発足した。